# 虎紋擬雀鯛
虎紋擬雀鯛（學名：Pseudochromis tigrinus）為鱸形目鱸亞目擬雀鯛科的其中一種，為熱帶海水魚，分布於東印度洋安達曼群島海域，為特有種，深度42-50公尺，本魚體延長，體呈黃褐色，體側具有數條深色橫紋，狀如「虎紋」，背鰭硬棘3枚；背鰭軟條25-27枚；臀鰭硬棘3枚；臀鰭軟條15枚，體長可達5.1公分，棲息在水流快速的陡峭礁坡，成魚通常成對出現，生活習性不明。

## 擴展閱讀
維基物種上的相關：虎紋擬雀鯛